# Max Günthör
Max Günthör (* 9. August 1985 in Friedrichshafen) ist ein ehemaliger deutscher Volleyball-Nationalspieler.

## Karriere
Max Günthör begann seine Karriere in seiner Heimatstadt beim VfB Friedrichshafen. Nachdem Nachwuchstrainer Helmut Zirk den jüngeren Bruder von Urs Günthör entdeckt hatte, kam „Mäxe“ 2001 in die „Young Stars“-Mannschaft mit Trainer Söhnke Hinz. 2004 schaffte er den Sprung in die erste Mannschaft. Im gleichen Jahr belegte er mit der Junioren-Nationalmannschaft den dritten Platz bei der Europameisterschaft. In den nächsten drei Jahren gewann er jeweils das Double und 2007 die Champions League mit dem VfB, kam dabei aber kaum zum Einsatz. Deshalb wechselte er zur Saison 2007/08 zum Ligakonkurrenten evivo Düren. Im Jahr 2007 debütierte er außerdem in der A-Nationalmannschaft, mit der er den fünften Platz bei der Europameisterschaft 2007 erreichte. Von 2008 bis 2012 spielte Günthör bei Generali Haching und gewann mit dem Verein 2009, 2010 und 2011 dreimal in Folge den DVV-Pokal. 2010 gelang ihm mit der Nationalmannschaft ein achter Platz bei der Weltmeisterschaft 2010 in Italien. Bei den Olympischen Spielen in London 2012 erreichte Günthör mit dem deutschen Team den fünften Platz. Danach kehrte er zurück zu seinem Heimatverein VfB Friedrichshafen. 2014 schaffte er mit dem VfB den nächsten Erfolg im DVV-Pokal. Mit der Nationalmannschaft gewann er bei der WM in Polen die Bronzemedaille. Nach dem erneuten Gewinn des Doubles mit Friedrichshafen beendete Günthör 2015 seine Profi-Karriere und spielte in der Dritten Liga beim VfB Friedrichshafen II.

## Sonstiges
Auch wenn die Familien aus demselben Ort stammen, ist Max Günthör nicht mit dem Volleyballspieler Jakob Günthör verwandt.